# Cuijk

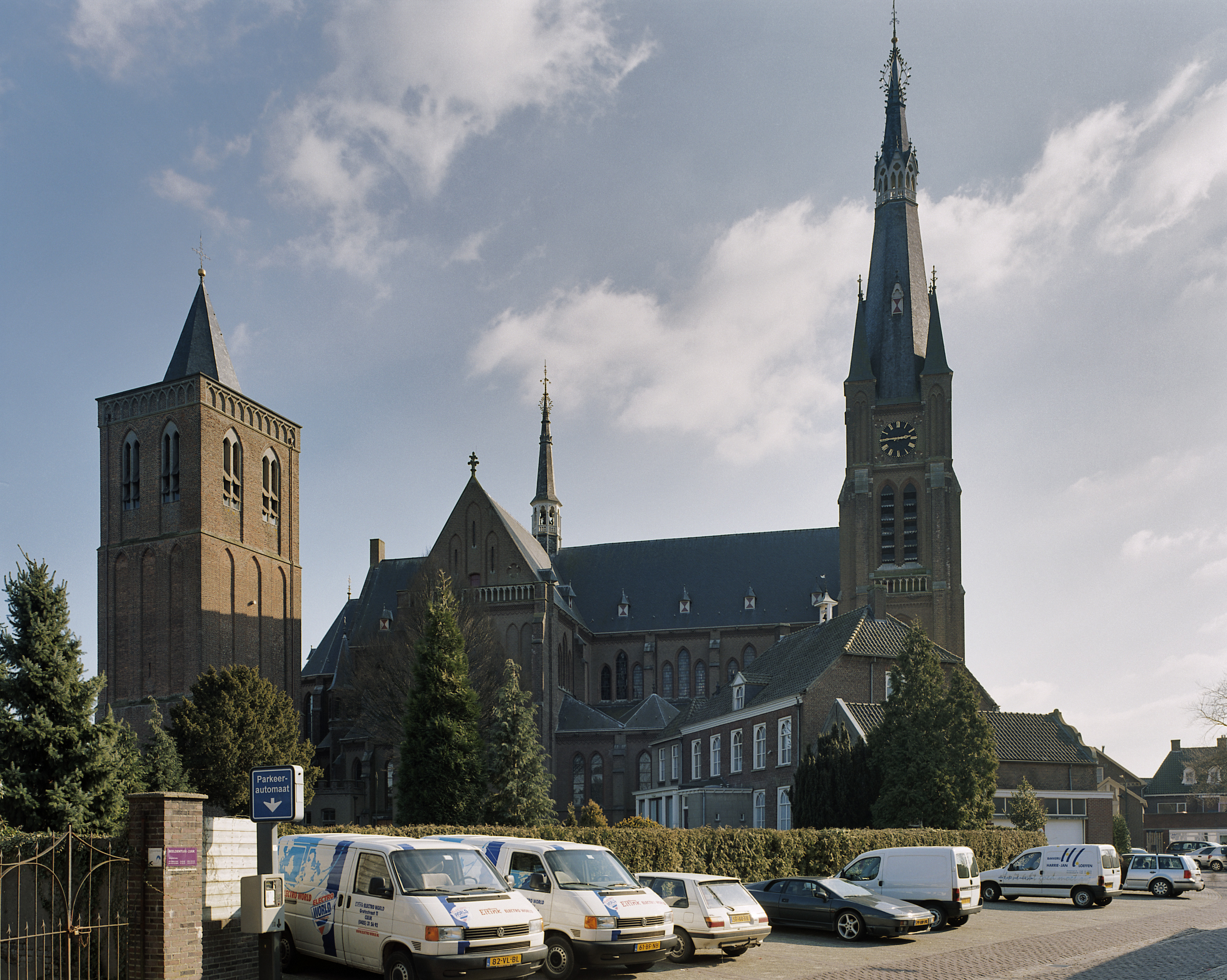
Sint Martinuskerk.

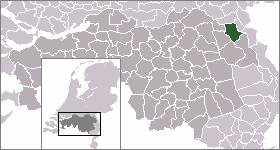
Lägeskarta

Cuijk är en kommun i provinsen Noord-Brabant i Nederländerna. Kommunens totala area är 57,00 km² (där 4,50 km² är vatten) och invånarantalet är 24 639 invånare (februari 2012).